# Programmkino

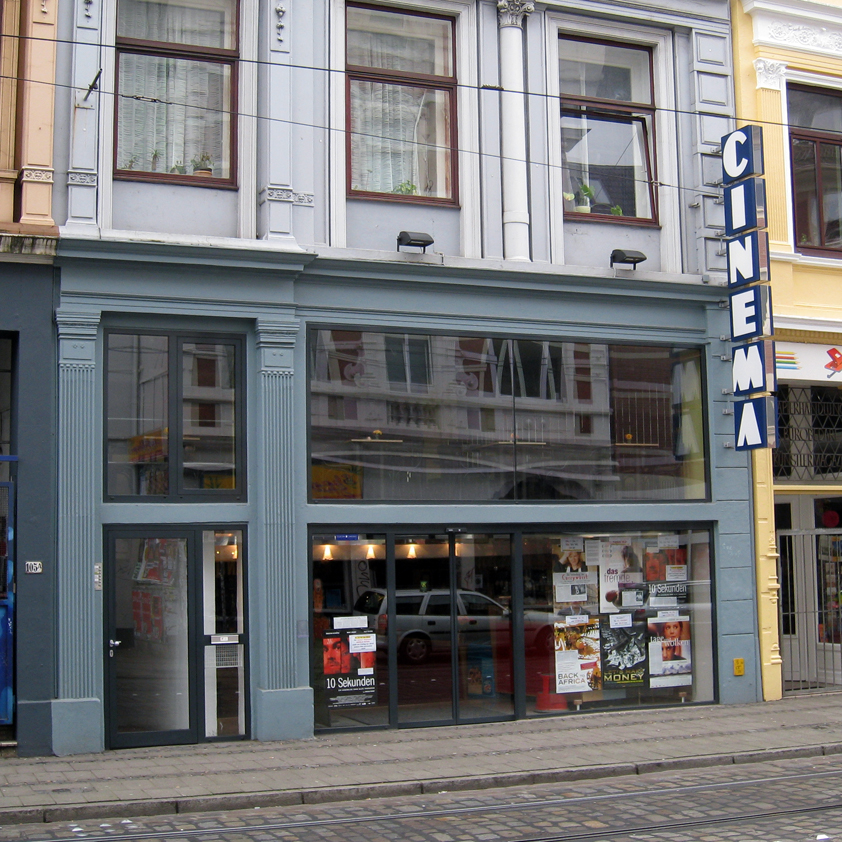
Als erstes Programmkino Deutschlands gilt das Cinema Ostertor in Bremen, das 1969 gegründet wurde

Ein Programmkino, auch Filmkunstkino oder Arthouse, ist ein Filmtheater, das vorwiegend Filme außerhalb des Mainstreams zeigt. 

## Geschichte und Beschreibung
Programmkinos entstanden gegen Ende der 1920er Jahre an der Ostküste der Vereinigten Staaten. Art House Cinemas waren vor allem in den Großstädten der USA weit verbreitet; um 1960 gab es dort etwa 500 derartige Einrichtungen. Oft gingen sie aus nichtkommerziellen Filmklubs hervor. Heute wird die Bezeichnung Arthouse umgangssprachlich als Gegenbegriff zum Mainstream verwendet.

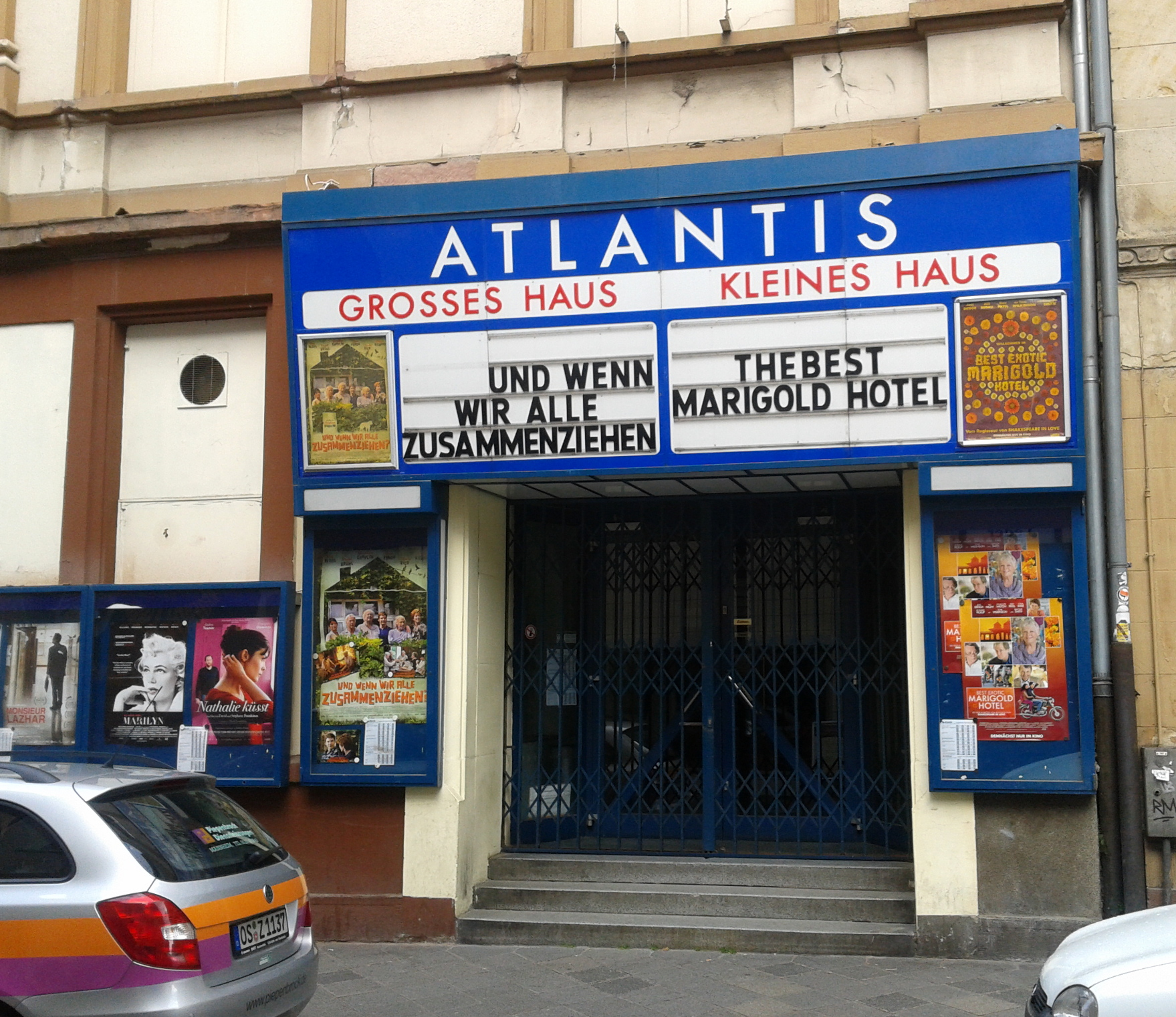
Programmkino Atlantis in Mannheim

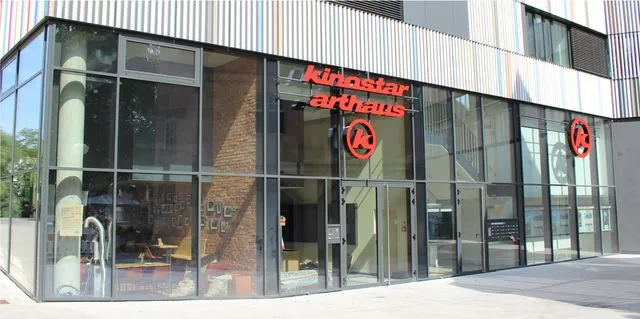
Kinostar Arthaus in Heilbronn (2016 eröffnet)

Das Kinoprogramm wurde durch ein hauptsächlich akademisches Publikum geprägt, das sich für Filme jenseits amerikanischer Studioproduktionen interessierte. Im Arthouse-Kino kommen viele verschiedene Strömungen zusammen, die sich inhaltlich oft überschneiden. Vor allem europäische Filme fanden ihren Weg ins Arthouse, da sie sich aus einer anderen Erzähltradition heraus schon prinzipiell von den amerikanischen Produktionen unterschieden. 
Im Rahmen von Retrospektiven wurden außerdem ausgewählte Filme erneut aufgeführt. In den 1970er und 1980er Jahren etablierten sich die Programmkinos als Spielstätten für den Independent- und Undergroundfilm, von da an auch in Europa als Antwort auf die Versuche der angestammten Kinoindustrie, kleineren Kinos das aktuelle Kinoprogramm vorzuenthalten. Die so entstandenen Programmkinos sind – verglichen mit anderen Kinos – von der Verleihstrategie und den Vorgaben der Filmverleiher unabhängig.
In Deutschland beträgt der Anteil der Programmkinos am Kinomarkt heute etwa 17 Prozent; in anderen europäischen Ländern wie Frankreich oder der Schweiz bis zu 30 Prozent. Viele Programmkinos in Deutschland waren seit 1953 in der Gilde deutscher Filmkunsttheater und seit 1972 in der AG Kino organisiert. 2003 vereinigten sich beide Verbände zur Arbeitsgemeinschaft Kino – Gilde deutscher Filmkunsttheater.

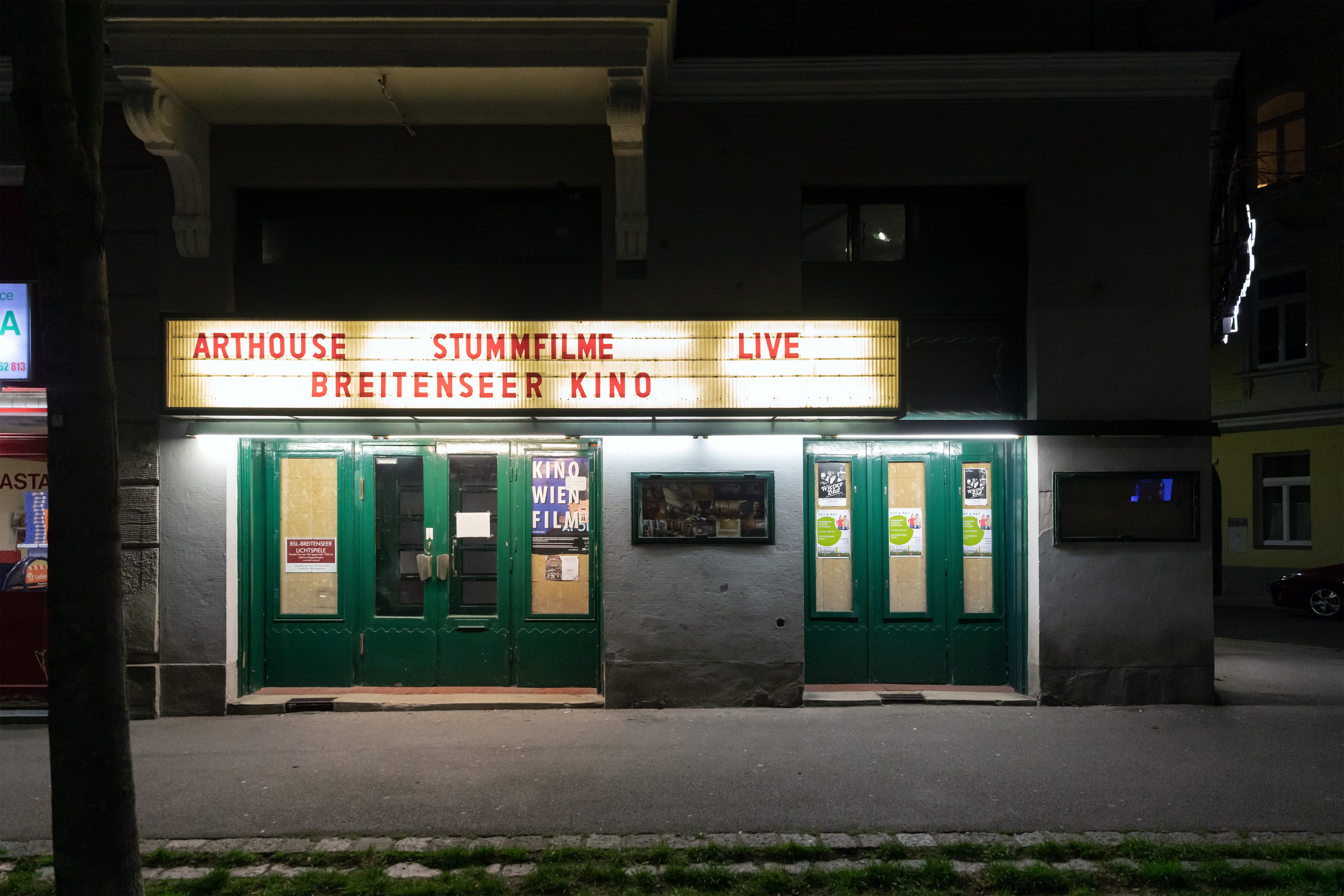
Die 1905 als Zeltkino gegründeten Breitenseer Lichtspiele in Wien

Im Gegensatz zu den nichtkommerziellen Kommunalen Kinos, die in der Regel von der öffentlichen Hand gefördert werden, sind Programmkinos privatwirtschaftlich organisiert. Die Programmgestaltung muss daher wirtschaftlich sein und kann sich nicht allein an cineastischen Kriterien orientieren. Viele Programmkinos werden daher von gemeinnützigen Vereinen und ehrenamtlichen Mitarbeitern getragen. Eine Ausnahme gibt es in Heilbronn: Die dort tätigen Kinostar Arthaus-Kinos spielen die öffentlich geförderte Reihe 'arthaus EXTRA', die somit die Funktion eines Kommunalen Kinos übernimmt.